# Municipio de Evergreen (Minnesota)
El municipio de Evergreen (en inglés: Evergreen Township) es un municipio ubicado en el condado de Becker en el estado estadounidense de Minnesota. En el año 2010 tenía una población de 340 habitantes y una densidad poblacional de 3,61 personas por km².

## Geografía
El municipio de Evergreen se encuentra ubicado en las coordenadas 46°45′12″N 95°29′19″O / 46.75333, -95.48861. Según la Oficina del Censo de los Estados Unidos, el municipio tiene una superficie total de 94.1 km², de la cual 93,75 km² corresponden a tierra firme y (0,37 %) 0,35 km² es agua.

## Demografía
Según el censo de 2010, había 340 personas residiendo en el municipio de Evergreen. La densidad de población era de 3,61 hab./km². De los 340 habitantes, el municipio de Evergreen estaba compuesto por el 97,35 % blancos, el 1,18 % eran amerindios y el 1,47 % eran de una mezcla de razas. Del total de la población el 0 % eran hispanos o latinos de cualquier raza.